# هجوم كوبرسميث (علم حاسوب)
في علم الحاسوب، هجوم كوبرسميث (بالإنجليزية: Coppersmith's attack)‏ هو صنف من الهجومات الإلكترونية اللائي يهاجمن نظام التشفير المعتمد على المفتاح العام آر إس إيه. مكنت هذا الهجومَ طريقة كوبرسميث.

## أساسيات آر إس إيه
المفتاح العام في خوارزمية آر إس إيه هو زوج من الأعداد الطبيعية {\displaystyle (N,e)} حيث {\displaystyle N} هو جداء عددين أوليين p و q. المفتاح الخاص (أو السري) هو عدد طبيعي {\displaystyle d} يحقق المعادلة {\displaystyle ed\equiv 1{\pmod {(p-1)(q-1)}}}.

## طريقة كوبرسميث
ليكن {\displaystyle N} عددا طبيعيا ولتكن {\displaystyle f\in {\mathbb {Z} }[x]} متعددة حدود واحدية المدخل درجتها تساوي d، معرفةً على مجموعة الأعداد الصحيحة.